# Pyrgus oberthuri
Pyrgus oberthuri is een vlinder uit de familie van de dikkopjes (Hesperiidae). De wetenschappelijke naam van de soort is voor het eerst gepubliceerd in 1891 door John Henry Leech.
De soort komt voor in China (Sichuan).